# خراطمحله (لنگرود)
خراط محله ، روستایی از توابع بخش مرکزی شهرستان لنگرود در استان گیلان ایران است.

## جمعیت
این روستا در دهستان دیوشل قرار دارد و براساس سرشماری مرکز آمار ایران در سال ۱۳۸۵، جمعیت آن ۱۶۳ نفر (۴۳خانوار) بوده‌است.
نیمی از این محل در شهر و نیمی دیگر در روستا قرار دارد که جمعیت روستایی این محل در سرشماری به ثبت رسیده است در گذشته متعلق محله نام داشت که هنوز سنگ 64 متعلق محله در سند و نسخ و بنچاقای قدیمی به چشم میخورد